# ديمبسي بورغس
ديمبسي بورغس هو سياسي أمريكي، ولد في 1751، وتوفي في 13 يناير 1800 في مقاطعة كامدن في الولايات المتحدة. انتخب عضو مجلس النواب الأمريكي ‏.